# 十勝スピードウェイ
十勝スピードウェイ（TOKACHI SPEEDWAY）は、北海道河西郡更別村にあるサーキット。この項目では、太陽光発電所の更別・十勝メガソーラースピードウェイ発電所についても記載している。

## 概要
北海道内唯一となる国際自動車連盟（FIA）公認サーキットであり、5,100 mのグランプリコースを3,400 mのクラブマンコースと1,700 mのジュニアコースに2分割して使用する計3コースがあり、日本国内では例を見ないほぼフラットなコースレイアウトや1,010 mあるストレート（グランプリコース・クラブマンコース）が特徴になっている。メインスタンドからはコースの80 %を見渡すことができる。
これまでに『N1耐久』（現在のスーパー耐久）や『十勝24時間レース』、『全日本ツーリングカー選手権』（1993年は唯一となるグループA規定での開催）、『全日本F3000選手権』、『全日本GT選手権』などを開催してきた（なお、全日本GT選手権から『SUPER GT』と改称後は北海道内未開催）。現在では日本自動車連盟（JAF）公式戦となる『北海道クラブマンカップレース』や『北海道ジムカーナ選手権』、日本モーターサイクルスポーツ協会（MFJ）承認の『十勝ロードレース選手権』などを開催しているほか、気軽に参加できるスプリント・レースや『十勝夏祭り&HKS HIPER Meeting』など各種イベントを開催している。中でも、日本国内の自転車耐久行事の先駆けである『全日本ママチャリ耐久レース』は名物イベントになっている。冬季は『TOKACHIウインタートライアル』や『北海道ATVチャンピオンシップ』、冬コース走行会などを開催している。オープン当初からサーキットをPRするイメージガールを起用しており（当初は毎年3〜4名、後に2〜3名）、三苫千景（2005年のA-classメンバー）や森戸みほなどを輩出していたが、2010年（平成22年）からはイメージガールの起用を止めている。
遊休地を活用した太陽光発電所「更別・十勝メガソーラースピードウェイ発電所」を設置している。

## 沿革
1989年（平成元年）に帯広建設業協会会員が中心となって「十勝モーターパーク」を設立し、1993年（平成5年）5月5日に総工費約100億円をかけた北海道内初となる国際サーキット「十勝インターナショナルスピードウェイ」（TIS）がオープンした。ところが、予想を超えた工費や会員権の販売不振によってオープン当初から経営が厳しく、1994年（平成6年）には運営をインターランドに移し、賃貸事業のみを行ってきた。その後も慢性的な赤字続きで債務超過に陥っていたため、複数企業との売却交渉を進めていたがいずれも成立せず、更別村への固定資産税滞納額も3億円を超えていた。2009年（平成21年）に水面下で行っていた所有権と事業譲渡の交渉が決裂したため、会社整理に向けた調査を始めて自己破産するに至った。負債総額は100億円を超え、十勝管内の倒産としては過去最大規模になった。会社整理に向けた調査開始以降はサーキット存続が不透明であったが、MSFが施設を取得して運営することになり、営業継続が決まった。
年表
- 1992年（平成04年）：プレオープン。
- 1993年（平成05年）：「十勝インターナショナルスピードウェイ」グランドオープン[17]。
- 1994年（平成06年）：『十勝24時間レース』初開催（2008年まで）[17]。
- 1995年（平成07年）：日産レーシングスクールin十勝開校（2003年に十勝レーシングスクールとして開校）[17]。
- 1999年（平成11年）：『全日本ママチャリ耐久レース』初開催[18]。
- 2004年（平成16年）：北海道内初となる『全日本GT選手権』開催[17]。
- 2009年（平成21年）：十勝モーターパークが「自己破産」申請[13]。MSFが取得[16]。
- 2010年（平成22年）：「十勝スピードウェイ」と改称。
- 2015年（平成27年）：ドリフトコース完成[19]。「更別・十勝メガソーラースピードウェイ発電所」竣工[5]。

## 施設
- パドックビル
  - 1階：事務所
  - 2階：ブリーフィングルーム、ゲストルームA、B
  - 3階：計時室、ゲストルームD
  - 4階：管制室
- ピットガレージ（36ピット）
- サーキットテラス
  - 1階：売店、AVルーム、シャワールーム
  - 2階：レストラン
- ガソリンスタンド

## 大会実績

### レース
四輪車
- N1耐久（スーパー耐久）（1993年 - 2008年）
- 全日本ツーリングカー選手権（1993年、1994年、1995年、1996年、1997年）
- 十勝24時間レース（スーパー耐久シリーズ）（1994年 - 2008年）
- 全日本F3選手権（1994年）
- 全日本F3000選手権（1994年※非選手権レース、1995年）
- フォーミュラ・ニッポン（1996年）
- 全日本GT選手権（2004年）
- 北海道クラブマンカップレース
  - GAZOO Racing Netz Cup Vitz Race
  - ザウルスJr.
- D1 GRAND PRIX（2018、2019年）
- GAZOO Racing 86/BRZ Race
- TOKACHIショートトラック
  - サーキットトライアル
  - サーキットジムカーナ（北海道ジムカーナ選手権）
- ドリフト年齢別大会
- TOKACHIウインタートライアル
- 北海道ATVチャンピオンシップ

二輪車
- 十勝ロードレース選手権
- 十勝ミニバイクレース
- 全日本ママチャリ耐久レース（1999年 - ）[20][21]

### イベント
- WAKO'S cup
- 十勝夏祭り&HKS HIPER Meeting（2005年 - ）
- 走ってみない会
- 冬も走ってみない会
- 十勝初雪エンデューロ（2001年 - 2012年）

## レーシングスクール
- 十勝レーシングスクール
  - レーシングJOYクラス
  - スーパーJOYクラス
  - レースエントリークラス
  - F4プログラム
- 十勝サーキット塾
- ENEOSレーシングスクール

## 更別・十勝メガソーラースピードウェイ発電所
更別・十勝メガソーラースピードウェイ発電所は、北海道河西郡更別村の十勝スピードウェイにある太陽光発電所。十勝スピードウェイを運営するMSFが、遊休地を太陽光発電施設に活用する「十勝メガソーラースピードウェイ計画」を発表し、オリックスが遊休地を賃借して太陽光発電施設を建設した。総出力は21.967 MW、年間の総発電量は一般家庭6,880世帯分になる電力を発電しており、北海道電力に売電している。

## アクセス
周辺には道の駅さらべつやさらべつカントリーパークがある。
- 帯広広尾自動車道更別ICから車で約15分
- 帯広空港（とかち帯広空港）から車で約20分
- 北海道旅客鉄道（JR北海道）帯広駅から車で約40分